# Urheberrecht (Deutschland)

Erstes detailliertes Urheberrechtsgesetz auf deutschem Gebiet: das preußische Gesetz vom 11. Juni 1837 (hier: erste Seite aus der preußischen Gesetzessammlung)

Das Urheberrecht der Bundesrepublik Deutschland umfasst den Teil der deutschen Rechtsordnung, mit dem schöpferische Leistungen – so genannte Werke – auf den Gebieten der Literatur, der Wissenschaft und der Kunst geschützt werden. In dieser Funktion regelt es Umfang, Inhalt, Übertragbarkeit und Durchsetzbarkeit der den Werkschöpfern zugewiesenen (subjektiven) Rechte und Befugnisse. Zum Urheberrecht zählen auch die verwandten Schutzrechte (Leistungsschutzrechte), mit denen bestimmte Leistungen geschützt werden, die in mehr oder minder engem Zusammenhang zur Verwertung von Werken stehen. Systematisch ist das Urheberrecht Bestandteil des Privatrechts.
Das deutsche Urheberrecht ist heute ganz überwiegend im Urheberrechtsgesetz (UrhG) aus dem Jahr 1965 kodifiziert. Besondere Regelungen zu den Verwertungsgesellschaften enthält das Verwertungsgesellschaftengesetz (VGG), solche zum Verlagsrecht finden sich im Verlagsgesetz (VerlG). Daneben sind die urheberrechtlichen Rechtsverhältnisse auch maßgeblich von Bestimmungen des Grundgesetzes und des Bürgerlichen Gesetzbuchs geprägt. Großen Einfluss auf das deutsche Urheberrecht entfalten zudem die umfangreichen urheberrechtlichen Regelungen des Gemeinschaftsrechts sowie die urheberrechtlichen Staatsverträge.
Die ideengeschichtlichen Anfänge des Urheberrechts als eigenständiges, aus dem „geistigen Eigentum“ begründetes Recht werden in Deutschland zumeist auf das beginnende 18. Jahrhundert datiert. Zuvor war jedoch – wie auch im restlichen Europa – mit dem Privileg bereits im 16. Jahrhundert eine erste Form des besonderen Schutzes von Geisteserzeugnissen in Erscheinung getreten. In der Gesetzgebung kam ein Grundsatz des Nachdruckschutzes erstmals in den 1760er und 1770er Jahren in Preußen, Kursachsen und Hannover auf.

## Rechtsquellen
Einfachgesetzliche Rechtsquellen des autonomen deutschen Urheberrechts sind insbesondere das Urheberrechtsgesetz (UrhG), das Verwertungsgesellschaftengesetz (VGG), das Urheberrechts-Diensteanbieter-Gesetz (UrhDaG) sowie das Verlagsgesetz (VerlG). Das Urhebervertragsrecht – worunter man diejenigen Regelungen (einschließlich der daraus erwachsenden Rechtsfolgen) versteht, die die Verträge über Urheberrechte und verwandte Schutzrechte betreffen – hat bislang keine eigenständige Kodifikation erfahren. Während einige urhebervertragsrechtliche Kernbestimmungen im UrhG und die verlagsrechtlichen Regelungen im VerlG enthalten sind, kommt hier dem Bürgerlichen Gesetzbuch und im Besonderen dessen Regelungen im Allgemeinen Teil und zum Schuldrecht eine wichtige Rolle zu.
Das Urheberrecht ist in besonderem Maß mit grenzüberschreitenden Sachverhalten konfrontiert: Auf der einen Seite interessiert sich die Bevölkerung nicht nur für inländische Werke, auf der anderen Seite haben – spiegelbildlich dazu – die Urheber ein Interesse, nicht nur im Inland, sondern auch im Ausland Urheberrechte geltend machen zu können. Vor diesem Hintergrund leuchtet ein, dass sich die für Deutschland maßgeblichen urheberrechtlichen Regelungen in erheblichem Umfang aus dem EU- und dem Völkerrecht ergeben. Zu den internationalen Abkommen zum Urheberrecht und zu den verwandten Schutzrechten, an die Deutschland gebunden ist, gehören insbesondere die folgenden:
| Abkommen | Inkrafttreten für die Bundesrepublik bzw. das Deutsche Reich |
| --- | ------------------------------------------------------------ |
| Berner Übereinkunft zum Schutz von Werken der Literatur und Kunst ([R]BÜ) vom 9. September 1886                                                                                              | 5. Dezember 1887 (Urfassung)                                 |
| Welturheberrechtsabkommen (WUA) vom 6. September 1952 | 16. September 1955 (Urfassung)                               |
| Europäisches Abkommen zum Schutz von Fernsehsendungen (Europäisches Fernseh-Abkommen) vom 22. Juni 1960                                                                                      | 22. Januar 1965                                              |
| Internationales Abkommen über den Schutz der ausübenden Künstler, der Hersteller von Tonträgern und der Sendeunternehmen (Rom-Abkommen) vom 26. Oktober 1961                                 | 21. Oktober 1966                                             |
| Genfer Tonträger-Abkommen vom 29. Oktober 1971 | 18. Mai 1974                                                 |
| Übereinkommen über die Verbreitung der durch Satelliten übertragenen programmtragenden Signale (Brüsseler Satelliten-Abkommen) vom 21. Mai 1974                                              | 25. August 1979                                              |
| Übereinkommen über handelsbezogene Aspekte der Rechte des geistigen Eigentums (TRIPS-Abkommen) vom 15. April 1994                                                                            | 1. Januar 1995                                               |
| WIPO-Urheberrechtsvertrag (WCT) und WIPO-Vertrag über Darbietungen und Tonträger (WPPT) vom 20. Dezember 1996                                                                                | 14. März 2010                                                |
| Vertrag von Marrakesch über die Erleichterung des Zugangs zu veröffentlichten Werken für blinde, sehbehinderte oder sonst lesebehinderte Menschen (Vertrag von Marrakesch) vom 27. Juni 2013 | 1. Januar 2019                                               |

Mit einigen wenigen Staaten bestehen darüber hinaus zweiseitige Verträge, die jedoch aufgrund der erstarkenden Rolle der großen mehrseitigen Abkommen an Bedeutung eingebüßt haben. Das Konstruktionsprinzip der Abkommen ist dabei grundsätzlich gleich: Zunächst werden im jeweiligen Regelungsbereich bestimmte (Mindest)schutzstandards festgelegt. Anschließend wird das Prinzip der Inländerbehandlung vereinbart, das heißt die Verbandsstaaten sichern einander zu, im Regelungsbereich des jeweiligen Abkommens den Angehörigen anderer Verbandsstaaten dieselben Rechte wie ihren eigenen Staatsangehörigen zu gewähren.
Von eminenter Bedeutung für das deutsche Urheberrecht ist heute die Gesetzgebung auf Ebene der Europäischen Union. Seit Beginn der 1990er Jahre sind inzwischen knapp ein Dutzend Richtlinien zum Urheberrecht und zu den verwandten Schutzrechten erlassen und in deutsches Recht umgesetzt worden. Die materiellrechtlich bedeutendste Richtlinie dürfte dabei die Richtlinie 2001/29/EG (InfoSoc-Richtlinie) darstellen, mit der die grundlegenden Rechte von Urhebern und den Inhabern einiger verwandter Schutzrechte EU-weit harmonisiert wurden. Auch legt die InfoSoc-Richtlinie fest, welche Ausnahmen und Beschränkungen von diesen Rechten die Mitgliedsstaaten vornehmen dürfen. Zur Regelung der Ein- und Ausfuhr von barrierefreien Werkexemplaren für Blinde und Lesebehinderte wurde im Jahr 2017 schließlich erstmals auf dem Gebiet des Urheberrechts eine Verordnung in Kraft gesetzt. Eine solche hat unmittelbare Geltung in allen Mitgliedsstaaten. Mit der Richtlinie 2019/790 (DSM-Richtlinie) wurde zuletzt insbesondere das Haftungsregime für Internetplattformen grundlegend neu geregelt. Die nationale Umsetzung der Richtlinie führte in Deutschland zur Schaffung eines eigenständigen Urheberrechts-Diensteanbieter-Gesetzes.

## Verfassungsbezüge
Verfassungsrechtliche Berührpunkte bestehen insbesondere mit der Eigentumsgarantie des Art. 14 Grundgesetz (GG). Diese schützt nach der Rechtsprechung des Bundesverfassungsgerichts auch die „grundsätzliche Zuordnung des vermögenswerten Ergebnisses der schöpferischen Leistung an den Urheber“ als so genanntes „geistiges Eigentum“. Auch die Leistungsschutzrechte der Interpreten und Tonträgerhersteller zählt das Bundesverfassungsgericht zum Eigentum im Sinne des Grundgesetzes. Während die verwertungsrechtlichen Bestandteile des Urheberrechts somit von Art. 14 erfasst sind, ist das Urheberpersönlichkeitsrecht durch Art. 1 Abs. 1 i. V. m. Art. 2 Abs. 1 GG (allgemeines Persönlichkeitsrecht) abgesichert. Unter Umständen besteht zugunsten des Urhebers (auch) anderweitiger Grundrechtsschutz, etwa durch die Kunst- und Wissenschaftsfreiheit (Art. 5 Abs. 3 Satz 1 GG). Zu bedenken ist dabei allerdings, dass der Spielraum für die Gewährung nationalen Grundrechtsschutzes mittlerweile infolge der umfangreichen Harmonisierung des Urheberrechts in der Europäischen Union stark verengt ist. Sobald nämlich EU-Richtlinien mit zwingenden Vorgaben in deutsches Recht umgesetzt werden, sind die resultierenden Regelungen grundsätzlich nur noch am Maßstab des Unionsrechts (und den durch dieses gewährleisteten Grundrechten) zu beurteilen. Auf Unionsebene erfährt die Rechtsposition des Urhebers dabei jedenfalls durch Art. 17 Abs. 2 der Grundrechtecharta, wonach „Geistiges Eigentum […] geschützt [wird]“, grundrechtlichen Rückhalt.
Zugleich steht das Urheberrecht in einem verfassungsrechtlichen Spannungsverhältnis zum öffentlichen Interesse an der Nutzung geschützter Erzeugnisse. So ist der Eigentumsschutz des Grundgesetzes explizit mit dem Auftrag an den Gesetzgeber verknüpft, Inhalt und Schranken des Eigentums zu bestimmen (Art. 14 Abs. 1 Satz 2 GG), um eine Eigentumsordnung zu schaffen, „die sowohl den privaten Interessen des Einzelnen als auch denen der Allgemeinheit gerecht wird“. Art. 14 Abs. 2 GG statuiert sodann die Sozialpflichtigkeit des Eigentums: Sein Gebrauch soll „dem Wohle der Allgemeinheit“ dienen. Zugunsten von Werknutzern können außerdem spezifische Grundrechte ins Gewicht fallen. Zu denken ist hier vor allem an die Kunstfreiheit (Art. 5 Abs. 3 Satz 1 GG; Art. 13 Satz 1 Grundrechtecharta). Urheberrechtsrelevante Handlungen bewegen sich daneben vielfach auch im Schutzbereich der Kommunikationsfreiheiten, wie vor allem der Informationsfreiheit (Art. 5 Abs. 1 Satz 1 GG; Art. 11 Abs. 1 Satz 2 Grundrechtecharta) sowie der Pressefreiheit (Art. 5 Abs. 1 Satz 2 GG; Art. 11 Abs. 2 Grundrechtecharta). Wenngleich die Dichotomie „Urheber“/„Nutzer“ in der urheberrechtspolitischen Debatte häufig anzutreffen ist, sollte man sich schließlich klarmachen, dass durchaus auch andere Akteure im Verwertungsprozess Grundrechtspositionen innehaben. Dies betrifft namentlich etwa die Gruppe der Rechteverwerter (Verlage, Musiklabels etc.) und bestimmter Internetdienstanbieter (Betreiber von Tauschbörsen, Hostingdienste etc.). Dort wird man insbesondere die Berufsfreiheit (Art. 12 Abs. 1 GG) und die wirtschaftliche Betätigungsfreiheit (Art. 2 Abs. 1 GG; Art. 16 Grundrechtecharta) zu berücksichtigen haben.
Der nach alledem vorzunehmende Ausgleich von Grundrechten erfolgt zu einem großen Teil bereits innerhalb des Urheberrechtsgesetzes, besonders in Gestalt der Schrankenregelungen der §§ 44a ff. und §§ 60a ff. UrhG sowie einiger Zwangslizenzen (etwa § 5 Abs. 3 Satz 2 UrhG). Auch diese Regelungen werden von den Gerichten dann ihrerseits wieder im Lichte der Verfassung ausgelegt. So ist in der verfassungsgerichtlichen Rechtsprechung etwa anerkannt, dass bei der künstlerischen Auseinandersetzung mit vorbestehendem, urheberrechtlich geschütztem Schaffen eine „kunstspezifische Betrachtung“ zu erfolgen hat, unter der es geboten sein kann, urheberrechtliche Ausnahmeregelungen weiter auszulegen als im nichtkünstlerischen Bereich.

## Sachrecht

### Das Urheberrecht

#### Schutzgegenstand des Urheberrechts: DasWerk

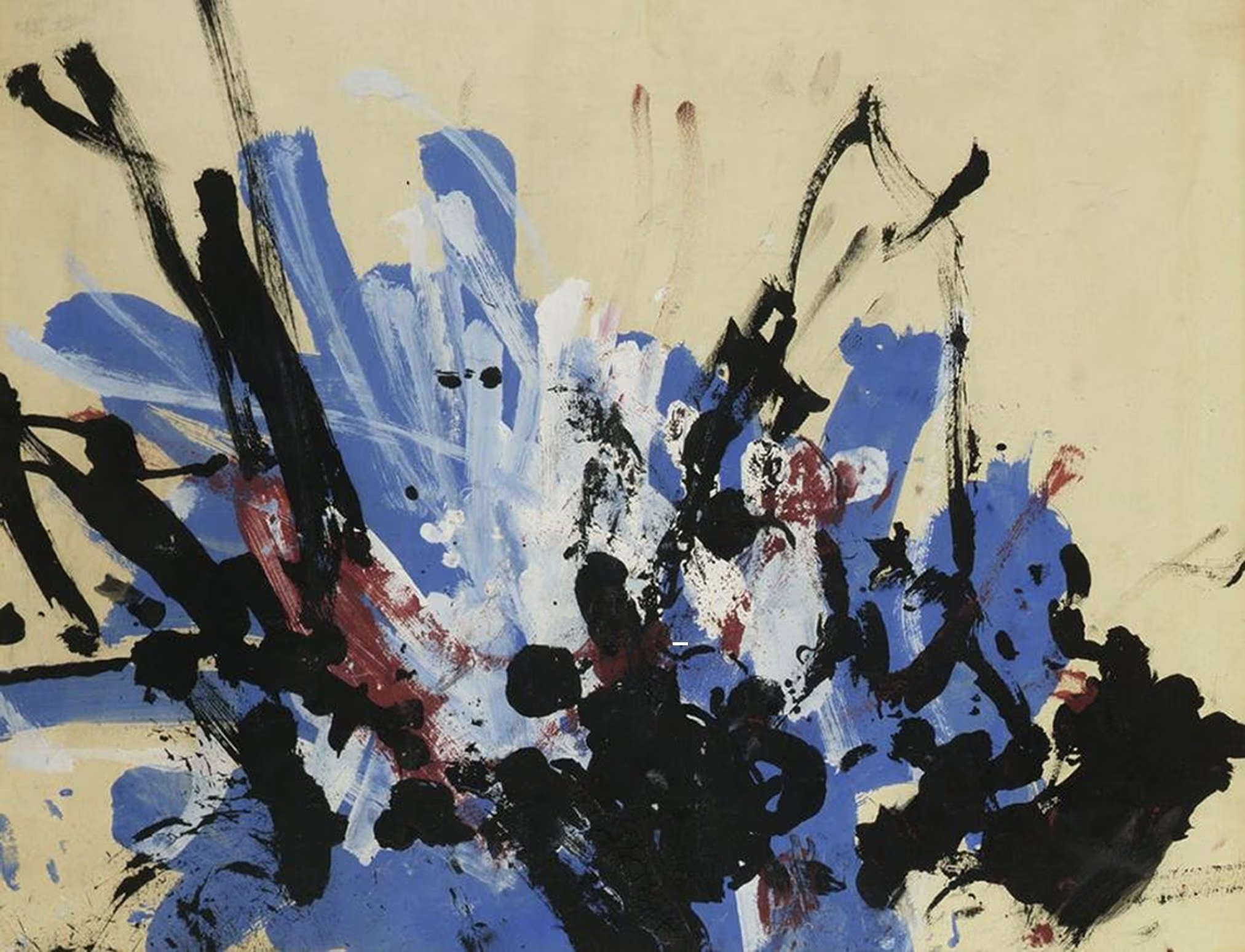
Schimpansen können nicht Erzeuger eines „Werkes“ sein

Schutzgegenstand des deutschen Urheberrechts sind gemäß § 1 UrhG Werke der Literatur, Wissenschaft, Kunst. Die in § 2 UrhG erfolgende Aufzählung (Reden und öffentliche Reden, Werke aus dem Computerbereich, Tanz und Pantomime, Lichtbildwerke und Filme) ist nicht abschließend. Als Werk sind in § 2 Abs. 2 „persönliche geistige Schöpfungen“ definiert. Nach herrschender Meinung umfasst dieser Werkbegriff vier Elemente:
1. Persönliches Schaffen: setzt „ein Handlungsergebnis, das durch den gestaltenden, formprägenden Einfluss eines Menschen geschaffen wurde“[26] voraus. Maschinelle Produktionen oder von Tieren erzeugte Gegenstände und Darbietungen erfüllen dieses Kriterium nicht. Der Schaffungsprozess ist Realakt und bedarf nicht der Geschäftsfähigkeit des Schaffenden.[25]
2. Wahrnehmbare Formgestaltung: Das Kriterium der wahrnehmbaren Formgestaltung schließt bloße Ideen aus, die sich nicht in wahrnehmbarer Form manifestiert haben. Wahrnehmbarkeit meint nicht notwendig körperliche Festlegung, auch musikalische Improvisationen oder Stegreifreden erfüllen dieses Kriterium. Auch die Mittelbarkeit der Wahrnehmung spielt keine Rolle: Es genügt, wenn das Werk durch technische Hilfsmittel (etwa das Abspielen einer CD) wahrnehmbar gemacht werden kann.[25]
3. Geistiger Gehalt: Die bloße sinnliche Wahrnehmbarkeit genügt noch nicht: Weiterhin muss der Urheber eine Gedanken- und/oder Gefühlswelt erzeugen, die in irgendeiner Weise anregend auf den Betrachter wirkt.[25]
4. Eigenpersönliche Prägung: Zuletzt erfordert der Werkbegriff des § 2 Abs. 2 UrhG, dass ein gewisses Maß an Individualität und Originalität erreicht wird; so werden reine Routinehandlungen ausgeschieden. Das Kriterium wird auch „schöpferische Eigenart“, „schöpferische Eigentümlichkeit“, „Gestaltungshöhe“ oder „individuelle Ausdruckskraft“ genannt. Je nach Werkart ist das geforderte Maß an Originalität (die sog. Schöpfungshöhe) unterschiedlich. Eine nur geringe Abweichung von der handwerksmäßigen Durchschnittsleistung nennt man kleine Münze.[25]

Mit diesen Kriterien ist zugleich die Abgrenzung gegenüber technisch-naturwissenschaftlichen Erfindungen gegeben, für die das Patentrecht Schutz bietet. Zu unterscheiden ist das Werk vom Werkstück: Dieses ist nur die jeweilige Verkörperung des Werkes (so ist das gedruckte Buch die Verkörperung eines Romans). Das Werkstück unterliegt den Regelungen des Sachenrechts.
Der Schutz des Urheberrechts wird nicht ewig gewährt (wie etwa das privatrechtliche Eigentum). Der Schutz des Werkes beginnt, sobald die Voraussetzungen des § 2 Absatz 2 UrhG erfüllt sind. Es endet 70 Jahre nach dem Tode des alleinigen Urhebers (§ 64 UrhG). Eine entsprechende Regelung gibt es in § 65 UrhG für mehrere Urheber. Ist der Urheber anonym oder veröffentlicht er unter einem Pseudonym, erlischt das Urheberrecht in der Regel 70 Jahre nach Veröffentlichung (§ 66 UrhG). Mit Ende der Schutzfrist ist das Werk gemeinfrei. Stets gemeinfrei sind nach § 5 UrhG amtliche Werke.
Auch wenn ein Werk keine Schöpfungshöhe erreicht und damit nicht unter das Urheberrechtsgesetz fällt, kann im gewerblichen Bereich in bestimmten Fällen das Lauterkeitsrecht gegen einfaches Kopieren geltend gemacht werden.

#### Einzelne Werkarten
Sprachwerkesind solche, die ihrem geistigen Gehalt mit den Mitteln der Sprache Ausdruck verleihen (BGH, GRUR 1985, S. 1041). Dazu zählen in erster Linie Romane, Erzählungen, Gedichte, Drehbücher, Liedtexte, aber auch nicht niedergelegte Werke wie Interviews und Reden sowie wissenschaftliche Werke, sofern sie den Durchschnitt in der Darstellungsweise (deutlich) überragen. Der Werkcharakter von Gebrauchsschriften wie Gebrauchsanweisungen oder Formularen scheitert meist an mangelnder Individualität.
Computerprogrammewerden meist als Programme in jeder Form definiert, das heißt auch solche, die Bestandteil der Hardware sind (Erwägungsgrund 7 der Richtlinie 91/250/EWG). Für ihre Schutzfähigkeit gilt die Sonderregelung des § 69a Absatz 3 UrhG.
MusikwerkeDer Begriff des musikalischen Werkes ist offen für weitere Entwicklungen und bezeichnet „jede Form der absichtsvollen Organisation von Schallergebnissen“. Auch Schlager, die die kleine Münze nicht überschreiten, können urheberrechtlichen Schutz genießen.

#### Der Rechtsinhaber des Urheberrechtes: Der Urheber
Rechtsinhaber ist der Urheber. Nach § 7 UrhG ist dies der Schöpfer des Werkes, woraus sich ableiten lässt, dass es sich bei ihm nur um eine natürliche Person, also einen Menschen, handeln kann. Dies schließt sowohl juristische Personen als auch Tiere aus. Auch wenn das Werk von Anfang an aufgrund einer Bestellung erschaffen worden ist, so ist doch niemals der Besteller auch Urheber. Diesem kann höchstens ein Nutzungsrecht eingeräumt werden. Auch ein Arbeits- oder Dienstverhältnis ändert an der Urheberschaft nichts; allenfalls kann ein Anspruch auf Übertragung der Nutzungsrechte bestehen.
Haben mehrere Personen ein Werk gemeinsam so erschaffen, dass sich ihre Anteile nicht gesondert verwerten lassen, so steht ihnen das Urheberrecht auch gemeinsam als Miturheber zu (§ 8 UrhG). Die Grenzziehung bei der gemeinsamen Schaffung ist dabei nicht immer leicht und macht auch hier eine Einzelfallbetrachtung notwendig. Notwendig ist auf jeden Fall, dass der Miturheber einen schöpferischen Beitrag geleistet hat. Die Miturheber gehen eine Gesamthandsgemeinschaft ein, was vereinfacht gesagt bedeutet, dass Entscheidungen gemeinsam, also unter vorheriger Absprache, getroffen werden müssen.
Bei verbundenen Werken (also Werke, an denen unterschiedliche Urheber für sich einzeln betrachtbare Beiträge geliefert haben (Bsp. Lied und Liedtext)) trifft § 9 UrhG die Regelung, dass unter gewissen Umständen eine Einwilligung eines oder mehrerer Urheber nicht notwendig ist. Wann dies der Fall ist, richtet sich nach dem Grundsatz von Treu und Glauben. Dies führt bei Werken der Filmkunst häufig zu Abgrenzungsschwierigkeiten und Streitigkeiten, denen durch das Fehlen klarer gesetzlicher Grundlagen noch Vorschub geleistet wird. Zumindest kann man diejenigen Beteiligten, die unmittelbaren Einfluss auf das Filmmaterial haben (wie den Regisseur, Filmeditor oder Drehbuchautor), als Urheber betrachten.

#### Übertragbarkeit des Urheberrechts
In Deutschland geht man von einem einheitlichen Urheberrecht aus, bei dem der Schutz der ideellen sowie der wirtschaftlichen Interessen eng miteinander verbunden sind (sog. monistische Theorie). Das Urheberrecht wird deshalb für grundsätzlich nicht übertragbar erklärt. Die einzige Möglichkeit ist die Übertragung durch Erbfolge: Nach der ausdrücklichen Regelung des § 28 Abs. 1 UrhG ist das Urheberrecht vererblich. Dagegen schließt § 29 Abs. 1 UrhG eine Übertragung des Urheberrechts, die nicht in Erfüllung einer Verfügung von Todes wegen oder im Rahmen einer Erbauseinandersetzung erfolgt, aus; die Kommerzialisierung des Urheberrechts wird hierdurch also deutlich eingeschränkt.
Kommt es aufgrund eines Erbfalls oder im Rahmen einer Erbauseinandersetzung zu einem zulässigen Übergang des Urheberrechts auf einen oder mehrere Erben, so kommen diesen als Rechtsnachfolgern die dem Urheber zustehenden Rechte zu, soweit das Gesetz keine Einschränkungen enthält (§ 30 UrhG). Ein Alleinerbe kann daher grundsätzlich wie der Urheber über das geerbte Urheberrecht verfügen. Für mehrere Erben gilt, soweit eine Testamentsvollstreckung nicht angeordnet wurde, der Grundsatz des § 2038 BGB, wonach die Erben den Nachlass (also auch das geerbte Urheberrecht) gemeinschaftlich verwalten. Eine Verwertung oder Aufgabe des Urheberrechts kann also, weil sie eine Verfügung über den Nachlassgegenstand darstellt, nach § 2040 BGB nur von den Erben gemeinsam vorgenommen werden; bestehen insoweit Unstimmigkeiten, bleibt dem Erben, der die Verfügung über das Recht anstrebt, nur, nach § 2042 Abs. 1 BGB von den übrigen Erben die Erbauseinandersetzung zu verlangen – im Rahmen derer das Urheberrecht dann auf ihn oder einen anderen Miterben übertragen werden kann, mit der Folge, dass er in den Genuss der Rechtsnachfolge gemäß § 30 UrhG kommt. Der Anspruch auf Erbauseinandersetzung ist im Übrigen, wenn der Nachlass teilungsreif ist, gerichtlich durchsetzbar.
Da die gemeinschaftliche Verwaltung eines immateriellen Rechts regelmäßig größere Schwierigkeiten hervorrufen wird, dürfte die Anordnung einer Testamentsvollstreckung gerade im Hinblick auf zum Nachlass gehörende Urheberrechte in den meisten Fällen sachgerecht sein. Der Gesetzgeber begünstigt deswegen eine solche Anordnung: § 28 Abs. 2 UrhG sieht vor, dass der Urheber durch letztwillige Verfügung die Ausübung des Urheberrechts einem Testamentsvollstrecker übertragen kann, wobei die Regelung des § 2210 BGB, die ansonsten im Erbrecht die Dauer der Testamentsvollstreckung auf dreißig Jahre beschränkt, hierfür keine Anwendung findet.

#### Inhalt des Urheberrechts
Das deutsche Urheberrecht dient dem Schutz von Werken der Literatur, Wissenschaft und Kunst sowie von geistigen oder künstlerischen Leistungen und Investitionen in die Kulturwirtschaft (s. u.). Durch das Urheberrechtsgesetz erhält der Urheber als Rechtsinhaber das Recht, über die Nutzungsrechte an seinem Werk frei und ausschließlich zu disponieren. Hierzu schützt § 11 UrhG den Urheber in seinen geistigen und persönlichen Beziehungen zum Werk. Um dieser Rechtsposition Rechnung zu tragen, werden dem Urheber ein Urheberpersönlichkeitsrecht und Verwertungsrechte zugestanden.

##### Urheberpersönlichkeitsrecht
Das Urheberpersönlichkeitsrecht ist besonders in den §§ 12 bis 14 UrhG geregelt, strahlt jedoch darüber hinaus auch auf weitere Normen des Urheberrechts aus (so z. B. auf die Schadensersatzansprüche der §§ 97 ff.). Aus dem Veröffentlichungsrecht des § 12 UrhG ergibt sich, dass dem Urheber die alleinige Bestimmung obliegt, ob, wann und wie sein Werk veröffentlicht wird. Dies umfasst nur die erstmalige Veröffentlichung, von der dann gesprochen werden kann, wenn das Werk der Allgemeinheit der angesprochenen und interessierten Kreise zugänglich gemacht worden ist (§ 6 Abs. 1 UrhG). Durch das Recht auf Anerkennung der Urheberschaft (§ 13 UrhG) ergibt sich, dass der Urheber bestimmen kann, wie, wann und ob sein Werk mit einer Urheberbezeichnung versehen werden soll (vgl. urheberrechtliche Anonymität, auch pseudonyme Urheberschaft). Die Vorschrift wird ergänzt durch § 107 UrhG, wonach ein fälschliches Anbringen einer Urheberbezeichnung durch einen Dritten bestraft wird (mit Geldstrafe oder bis 3-jähriger Freiheitsstrafe). Schließlich versetzt § 14 UrhG den Urheber in die Lage, jede Entstellung oder sonstige Beeinträchtigung seines Werkes unterbinden zu lassen (s. auch Hinweis unter Rechtsprechungsliteratur).
Nach § 39 (Änderungen des Werkes) ist es untersagt, Veränderungen am Werk oder Titel vorzunehmen. Zitat: Abs. (1) Der Inhaber eines Nutzungsrechts darf das Werk, dessen Titel oder Urheberbezeichnung nicht ändern, wenn nichts anderes vereinbart ist. Abs. (2) Änderungen des Werkes und seines Titels, zu denen der Urheber seine Einwilligung nach Treu und Glauben nicht versagen kann, sind zulässig.
Nach § 25 UrhG kann der Urheber vom Besitzer fordern, den Zugang zum Werk (oder dem Vervielfältigungsstück) zu gewähren, sofern dies zur Herstellung weiterer Vervielfältigungsstücke oder Bearbeitungen des Werks erforderlich ist und diesem Interesse seinerseits keine berechtigten Interessen des Besitzers entgegenstehen (Zugangsrecht). Hieraus kann der Urheber allerdings keine Verpflichtung für den Besitzer konstruieren, dass dieser mit dem Werk sorgfältig oder in sonstiger Weise verfahren muss. Wie mit dem Werk letztlich umgegangen wird, bestimmt allein der Besitzer.

##### Verwertungsrechte
Dem Urheber des Werkes steht das ausschließliche Recht der Verwertung zu. Für die ihm hierzu zur Verfügung stehenden Instrumentarien enthält § 15 UrhG eine nicht abschließende Aufzählung. Aus dem Urheberpersönlichkeitsrecht ergibt sich, dass der Urheber an jeder (erneuten) Verwertung teilhaben soll, so dass auch eine modifizierte Inverkehrbringung einen Vergütungsanspruch für den Urheber begründen kann. Dies hängt maßgeblich davon ab, ob der Schutzbereich des Werks tangiert wird, was im Einzelfall entschieden werden muss.

#### Gesetzliche Vergütungsansprüche
Gem. § 26 UrhG (sog. Folgerecht) steht dem Urheber eines Werkes der bildenden Künste bei dessen Veräußerung (Verkauf) eine Vergütung in Höhe eines bestimmten Prozentsatzes des erzielten Verkaufswertes zu (bis zu einem Höchstbetrag von 12.500 €), wenn der Verkauf durch einen Kunsthändler oder Kunstauktionator im Inland erfolgt. Außerdem normiert die Vorschrift gewisse Auskunftsrechte über den Veräußerer. Die Ansprüche können nur durch eine Verwertungsgesellschaft geltend gemacht werden.

#### Schranken des Urheberrechts
Um die Interessen der Allgemeinheit zu wahren, normiert das Gesetz in den §§ 44a bis 63 UrhG zahlreiche Einschränkungen der Urheberrechte. So ist die Urheberrechtsposition beispielsweise zeitlich begrenzt und tritt die Gemeinfreiheit nach Ablauf einer gesetzlichen Frist (70 Jahre nach dem Tod des Urhebers) automatisch ein (§ 64 UrhG). Außerdem werden Abstriche bei der Ausschließbarkeit gemacht, so beispielsweise durch das Zitatrecht, das Zitate in unterschiedlichem Umfang zulässig macht (Großzitat, Kleinzitat usw.). Darüber hinaus sind weitere Schranken der Nutzungsberechtigung des Urhebers bzw. des ausschließlichen Lizenzinhabers zugunsten einzelner Nutzer, der Kulturwirtschaft sowie der Allgemeinheit vorgesehen.

### Verwandte Schutzrechte
Sowohl das eigentliche Urheberrecht als auch die Leistungsschutzrechte werden im Urheberrechtsgesetz geregelt. „Schutzgegenstand“ der Leistungsschutzrechte ist jedoch die Leistung an sich. Daher sind sie rechtsdogmatisch in Deutschland eigentlich nicht dem Urheberrecht zuzuordnen. Dennoch werden sie im gleichen Gesetz normiert, nämlich in den §§ 70 bis 95 UrhG.

### Urheberrechtsverletzung
Das deutsche Urheberrecht sieht zivilrechtliche, strafrechtliche und wettbewerbsrechtliche Instrumentarien vor, um den nicht gestatteten Gebrauch von geschützten Werken zu ahnden. Von einer Schutzrechtsverletzung wird gesprochen, wenn die Ausführungsform des Dritten vom Schutzbereich erfasst wird und ihn verletzt. Zwei verschiedene Varianten sind denkbar: Als erstes könnte das Werk des Dritten identisch mit dem Werk des Urhebers sein, dann wäre der Schutzbereich eindeutig verletzt. Die zweite Variante ist, dass die Ausführungsform des Dritten lediglich dem urheberrechtlich geschützten Werk ähnlich ist. Nur in letztgenanntem Fall ist die genaue Abgrenzung der Reichweite des jeweiligen Schutzbereiches zwingend vonnöten und je nach Einzelfall unterschiedlich und individuell vorzunehmen.

#### Schutzbereich
Er wird bestimmt durch die die Schöpfungshöhe begründenden Merkmale. Je größer die dem Werk innewohnende Eigentümlichkeit ist, desto größer kann auch der Schutzbereich gezogen werden. Der sehr geringe Schutzbereich der sog. kleinen Münze ist daher schwer zu verletzen, wohingegen man leicht in den Schutzbereich von Werken mit einer beachtlichen Gestaltungshöhe eindringen kann (so z. B. bei komplexen und markanten Gemälden oder Skulpturen). Dabei finden allerdings nur solche Merkmale Berücksichtigung, die überhaupt zur Bestimmung des Werkes herangezogen werden (so bei einem Roman oder Ähnlichem der besonders fantasievolle Inhalt seiner Ausführungen).

#### Zivilrechtliche Ansprüche
Dem Urheber oder ausschließlichen Lizenzinhaber stehen nachfolgende Ansprüche zur Verfügung: Ein Beseitigungsanspruch gem. § 97 Abs. 1, S. 1, 1. Alt. UrhG zur Beseitigung einer Störung, ein Unterlassungsanspruch gem. § 97 Abs. 1, S. 1, 2. Alt. UrhG um weitere Schutzbereichsverletzungen zu unterbinden, ein Schadensersatzanspruch gem. § 97 Abs. 1, S. 1, 3. Alt. UrhG um die entstandenen Schäden pekuniär zu kompensieren (dabei kann der Berechtigte aus verschiedenen Schadensersatzberechnungsmethoden die für ihn attraktivste gegen den Verletzer wählen; in der Regel wird die Methode der sog. Lizenzanalogie herangezogen), ein Anspruch auf Ersatz immateriellen Schadens gem. § 97 Abs. 2 UrhG, ein auf die unrechtmäßig hergestellten Vervielfältigungsstücke gerichteter Vernichtungsanspruch gem. § 98 Abs. 1 UrhG respektive § 69f Abs. 1 UrhG, ein Anspruch auf Überlassung des Verletzungsgegenstandes gem. § 98 Abs. 2 UrhG, ein Anspruch auf Vernichtung/Überlassung der Vervielfältigungsvorrichtungen gem. § 99 UrhG, ein Auskunftsanspruch gem. § 101a Abs. 1 UrhG, ein Anspruch auf Veröffentlichung des Urteils gem. § 103 Abs. 1, S. 1 UrhG um eventuell eine Abschreckungswirkung herbeizuführen, ein Vorlegungsanspruch gem. § 809 BGB um bei einer eventuellen Unklarheit über die Verletzung des Schutzbereichs Abhilfe zu erlangen, ein Bereicherungsanspruch gem. § 812 BGB um die vom Verletzer unrechtmäßig gezogenen Nutzen einzufordern und ein Rechnungslegungsanspruch, sofern dieser zur Berechnung des Schadens erforderlich ist.

#### Strafrechtliche Folgen
Strafrechtlich sind die nachfolgenden Verhaltensweisen unter Strafe gestellt: Die unerlaubte Verwertung von urheberrechtlich geschützten Werken gem. § 106 UrhG (Geldstrafe – dreijährige Freiheitsstrafe), ein unzulässiges Anbringen einer Urheberbezeichnung gem. § 107 UrhG (Geldstrafe – dreijährige Freiheitsstrafe) und nach § 108b UrhG unerlaubte Eingriffe in technische Schutzmaßnahmen und zur Rechtewahrnehmung erforderliche Informationen (Geldstrafe – einjährige Freiheitsstrafe), wie beispielsweise das Entfernen eines Kopierschutzes. Dabei kann sich das Strafmaß bei gewerbsmäßiger Begehung („professioneller“ Begehung) auf drei Jahre (bei unerlaubten Eingriffen in technische Schutzmaßnahmen) bzw. fünf Jahre (bei gewerbsmäßiger unerlaubter Verwertung) erhöhen. Dabei wird bisweilen ein (ansonsten sehr seltener) schuldausschließender Verbotsirrtum anzunehmen sein, da sich ein potentieller Täter, der sich in einer rechtlichen Grauzone bewegt, eines Gesetzesverstoßes durchaus nicht bewusst sein kann. Dabei dürfen ihm jedoch nicht die leisesten Zweifel in den Sinn kommen, dass das, was er gerade tut, in vollkommenem Einklang mit der Rechtsordnung geschieht. Mit Ausnahme von im gewerblichen Umfang begangenen Taten (§ 108a) werden diese Straftaten nur auf Antrag verfolgt, sofern die Strafverfolgungsbehörde nicht ein Eingreifen aufgrund des besonderen öffentlichen Interesses für geboten hält (§ 109).
Die Frist für den Strafantrag beträgt drei Monate ab Kenntnis des Berechtigten von Tat und Täter (§ 77b) StGB.
Im Jahr 2009 wurden bundesweit 229 Personen wegen Verstößen gegen das Urheberrecht verurteilt, von denen ein gutes Dutzend eine Freiheitsstrafe erhielt.

#### Wettbewerbsrechtliche Folgen
Grundsätzlich ist die Nutzung von Leistungen, die das Urheberrecht als nicht urheberrechtlich schützenswert erachtet, frei. Ausnahmsweise kann die Übernahme eines auf fremden Leistungen beruhenden Erzeugnisses gegen § 3 UWG verstoßen. Danach sind unlautere Wettbewerbshandlungen, die geeignet sind, den Wettbewerb zum Nachteil der Mitbewerber, der Verbraucher oder der sonstigen Marktteilnehmer nicht nur unerheblich zu beeinträchtigen, unzulässig. Über die bloße Übernahme des fremden Erzeugnisses hinausgehende Umstände können zur Einschlägigkeit des § 3 UWG führen. Das hat zur Folge, dass § 8 UWG dem Geschädigten einen Unterlassungsanspruch und § 9 UWG einen Schadensersatzanspruch gewährt.

### Zwangsverwertung von Urheberrechten
Die Vollstreckung wegen einer Urheberrechtsverletzung geschieht nach den allgemeinen Regeln der ZPO. § 113 UrhG gibt die Möglichkeit, in das Urheberrecht wegen Geldforderung zu vollstrecken, wenn der Rechtsinhaber damit einverstanden ist.

## Internationales Urheberrecht
Das Internationale Urheberrecht ist ein Teilgebiet des Internationalen Privatrechts. Es bestimmt als Kollisionsrecht, wann welches Recht angewandt wird. Daneben existiert das nationale Fremdenrecht, das festlegt, ob ein Ausländer sich überhaupt auf den Schutz des jeweiligen Urheberrechtes berufen kann. Dies ist hauptsächlich in Staatsverträgen geregelt.
Da das Urheberrecht nirgends belegen ist (wie etwa das Eigentum), ist es schwer einer Rechtsordnung zuzuweisen. Zur Lösung des Problems werden zwei Theorien vertreten: Das Territorialitätsprinzip und das Universalitätsprinzip. Das Territorialitätsprinzip steht in Zusammenhang mit der Vorstellung, dass das Urheberrecht erst durch staatliches Privileg entstehe und somit auch nur innerhalb des jeweiligen Territoriums gelte. Demnach kann man weniger von dem Urheberrecht als von einem Bündel von Ansprüchen nach nationalem Recht sprechen. Das Universalitätsprinzip geht auf die naturrechtliche Vorstellung zurück, dass ipso iure mit der Schöpfung universell ein Urheberrecht entstünde, das durch die einzelnen nationalen Gesetze nur der Ausgestaltung bedürfe.
Das Urheberkollisionsrecht hat in Deutschland keine gesetzliche Regelung erfahren. Die herrschende Meinung unterstellt (Eugen Ulmer folgend) den Anspruch dem Recht des Staates, für dessen Gebiet der Schutz beansprucht wird. Die Gegenansicht (Schack) hält dies mit der naturrechtlichen Begründung des Urheberrechts für überholt und will das Urheberrecht einem einheitlichen Statut unterstellen. Dies geht auf den internationalprivatrechtlichen Grundsatz des Schutzes wohlerworbener Rechte zurück.

## Urhebervertragsrecht

### Sachrecht
Das Urheberrecht verfügt über eine große Zahl spezieller gesetzlicher Regelungen um die Handhabung im täglichen (Rechts-)Verkehr zu gewährleisten. Sie sind in den §§ 28 bis 44 und §§ 69a bis 69g UrhG normiert, ansonsten können die allgemeinen Vorschriften aus dem BGB hinzugezogen werden. Es muss dabei beachtet werden, dass es sich bei Rechtsgeschäften über Schutzrechte um sog. „gewagte Geschäfte“ handelt: Den Vertragsparteien muss bekannt sein, dass bei ungeprüften Rechten die Schutzrechte unexistent und bei geprüften Schutzrechten vernichtbar sein können.
Da der Urheber in den meisten Fällen nicht zu einer eigenen Verwertung des Werkes in der Lage ist, kann er einem anderen ein Nutzungsrecht einräumen, § 29 Abs. 2 UrhG. Dies erfolgt dabei entweder durch den Abschluss eines Lizenzvertrages oder eines Verwertungsvertrages.

### Internationales Urhebervertragsrecht
Für das internationale Urhebervertragsrecht gelten die allgemeinen Regeln des Internationalen Privatrechtes, die nach Art. 3 Nr. 1 EGBGB direkt anwendbar sind. Somit gilt nach Artikel 3 der Verordnung (EG) Nr. 593/2008 (Rom I) Parteiautonomie. Ist kein Recht gewählt, findet die objektive Anknüpfung nach Artikel 4 Rom I statt. Für die Form gilt Art. 11 EGBGB.

## Verwertungsgesellschaften
Oftmals ist es den Inhabern der Urheberrechte nicht möglich, ihre Ansprüche effektiv wahrzunehmen. Um dies zu erleichtern entstanden Verwertungsgesellschaften. Diese sind Zusammenschlüsse, die nach § 2 Abs. 1 des Verwertungsgesellschaftengesetzes „für Rechnung mehrerer Rechtsinhaber Urheberrechte oder verwandte Schutzrechte zu deren kollektiven Nutzen“ wahrnehmen. Zu den bekanntesten gehören die Gesellschaft für musikalische Aufführungs- und mechanische Vervielfältigungsrechte, die Verwertungsgesellschaft Wort, die Gesellschaft zur Verwertung von Leistungsschutzrechten und die Verwertungsgesellschaft Bild-Kunst.

## Gerichte für Urheberrechtsstreitsachen
Für Rechtsstreitigkeiten über urheberrechtliche Ansprüche (Urheberrechtsstreitsachen) ist grundsätzlich der ordentliche Rechtsweg gegeben (§ 104 UrhG). Die Zuständigkeit ist auf bestimmte Land- und Amtsgerichte konzentriert (vgl. § 105 UrhG); in der Regel sind je OLG-Bezirk nur ein Land- und ein Amtsgericht berufen (Ausnahmen: OLG-Bezirke Bremen, Naumburg, Hamm, Frankfurt, München, Nürnberg und Bamberg).

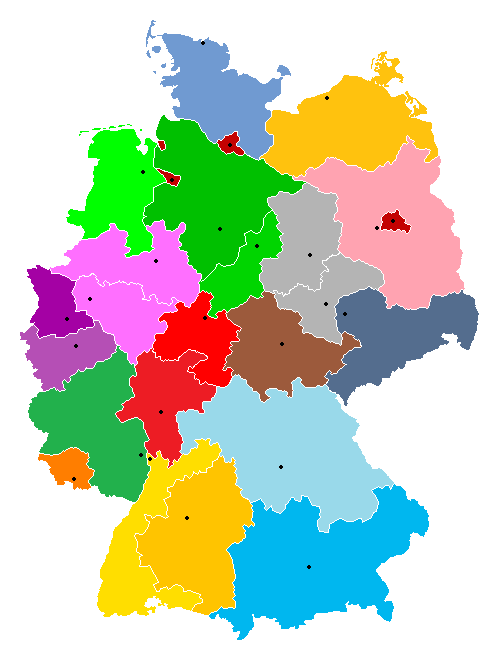
25 Landgerichte für Urheberrechtsstreitsachen

| Land | Bezirk                         | Landgerichte           | Amtsgerichte           |
| ---- | ------------------------------ | ---------------------- | ---------------------- |
| BW   | OLG Karlsruhe                  | LG Mannheim            | AG Mannheim            |
| BW   | OLG Stuttgart                  | LG Stuttgart           | AG Stuttgart           |
| BY   | OLG München                    | LG München I           | 9 AGe am Sitz der LGe  |
| BY   | OLGe Nürnberg und Bamberg      | LG Nürnberg-Fürth      | 12 AGe am Sitz der LGe |
| BE   | Kammergericht                  | LG Berlin II           | AG Charlottenburg      |
| BB   | OLG Brandenburg                | LG Potsdam             | AG Potsdam             |
| HB   | OLG Bremen                     | LG Bremen              | alle 3 AGe             |
| HH   | OLG Hamburg                    | LG Hamburg             | AG Hamburg             |
| HE   | LG DA, F, GI, HU, LM, WI       | LG Frankfurt a. M.     | AG Frankfurt a. M.     |
| HE   | LG FD, KS, MR                  | LG Kassel              | AG Kassel              |
| MV   | OLG Rostock                    | LG Rostock             | AG Rostock             |
| NI   | OLG Braunschweig               | LG Braunschweig        | AG Braunschweig        |
| NI   | OLG Celle                      | LG Hannover            | AG Hannover            |
| NI   | OLG Oldenburg                  | LG Oldenburg           | AG Oldenburg           |
| NW   | OLG Düsseldorf                 | LG Düsseldorf          | AG Düsseldorf          |
| NW   | OLG Köln                       | LG Köln                | AG Köln                |
| NW   | LG BI, DT, MS, PB              | LG Bielefeld           | AG Bielefeld           |
| NW   | LG Arnsberg, BO, DO, E, HA, SI | LG Bochum              | AG Bochum              |
| RP   | OLG Koblenz                    | LG Frankenthal (Pfalz) | AG Koblenz             |
| RP   | OLG Zweibrücken                | LG Frankenthal (Pfalz) | AG Frankenthal (Pfalz) |
| SL   | OLG Saarbrücken                | LG Saarbrücken         | AG Saarbrücken         |
| SN   | OLG Dresden                    | LG Leipzig             | AG Leipzig             |
| ST   | LG Halle, Dessau               | LG Halle               | AG Halle (Saale)       |
| ST   | LG Magdeburg, Stendal          | LG Magdeburg           | AG Magdeburg           |
| SH   | OLG Schleswig                  | LG Flensburg           | AG Flensburg           |
| TH   | OLG Jena                       | LG Erfurt              | AG Erfurt              |

### Lehrbücher
- Paul W. Hertin, Sandra Wagner: Urheberrecht. 3. Auflage. Beck, München 2019, ISBN 978-3-406-72090-1.
- Tobias Lettl: Urheberrecht. 5. Auflage. Beck, München 2024, ISBN 978-3-406-81757-1.
- Peter Lutz: Grundriss des Urheberrechts. 3. Auflage. C.F. Müller, Heidelberg 2018, ISBN 978-3-8114-4669-4.
- Manfred Rehbinder, Alexander Peukert: Urheberrecht und verwandte Schutzrechte. 18. Auflage. Beck, München 2018, ISBN 978-3-406-72133-5.
- Gerhard Ring, Sebastian Kiefel, Julia Möller-Klapperich: Urheberrecht. Nomos, Baden-Baden 2021, ISBN 978-3-8487-5336-9.
- Haimo Schack: Urheber- und Urhebervertragsrecht. 10. Auflage. Mohr Siebeck, Tübingen 2021, ISBN 978-3-16-160868-1.
- Artur-Axel Wandtke, Saskia Ostendorff: Urheberrecht. 9. Auflage. De Gruyter, Berlin 2023, ISBN 978-3-11-132491-3.

### Kommentare und Handbücher
- Hartwig Ahlberg, Horst-Peter Götting (Hrsg.): Urheberrecht: UrhG – KUG – VerlG – VGG. 4. Auflage. Beck, München 2018, ISBN 978-3-406-71157-2. [Begründet von Philipp Möhring und Käte Nicolini; auch als ständig aktualisierter Beck’scher Online-Kommentar Urheberrecht.]
- Christian Berger, Sebastian Wündisch (Hrsg.): Urhebervertragsrecht: Handbuch. 3. Auflage. Nomos, Baden-Baden 2022, ISBN 978-3-8487-6371-9.
- Wolfgang Büscher, Stefan Dittmer, Peter Schiwy (Hrsg.): Gewerblicher Rechtsschutz, Urheberrecht, Medienrecht: Kommentar. 3. Auflage. Heymann, Köln 2015, ISBN 978-3-452-27879-1.
- Thomas Dreier, Gernot Schulze (Hrsg.): Urheberrechtsgesetz. 7. Auflage. Beck, München 2022, ISBN 978-3-406-77832-2.
- Gunda Dreyer, Jost Kotthoff, Astrid Meckel, Christian-Henner Hentsch: Urheberrecht: Urheberrechtsgesetz, Verwertungsgesellschaftengesetz, Kunsturhebergesetz. 4. Auflage. Müller, Heidelberg 2018, ISBN 978-3-8114-4702-8.
- Jan Eichelberger, Thomas Wirth, Fedor Seifert (Hrsg.): UrhG: Urheberrechtsgesetz: UrhG, UrhDaG, VGG: Handkommentar. 4. Auflage. Nomos, Baden-Baden 2022, ISBN 978-3-8487-7059-5.
- Otto-Friedrich Freiherr von Gamm: Urheberrechtsgesetz. Beck, München 1968.
- Ulrich Loewenheim (Hrsg.): Handbuch des Urheberrechts. 3. Auflage. Beck, München 2021, ISBN 978-3-406-72083-3.
- Ulrich Loewenheim, Matthias Leistner, Ansgar Ohly (Hrsg.): Urheberrecht: UrhG, KUG, VGG. 6. Auflage. Beck, München 2020, ISBN 978-3-406-72096-3. [Begründet von Gerhard Schricker.]
- Ernst-Joachim Mestmäcker, Paul W. Hertin (Hrsg.): Kommentar zum deutschen Urheberrecht: Unter Berücksichtigung des internationalen Rechts und des Gemeinschaftsrechts in den Mitgliedstaaten der EU. Loseblattsammlung. 55. Auflage. Luchterhand, Neuwied 2011 (mit dieser Lieferung eingestellt). [Begründet von Erich Schulze.]
- Axel Nordemann, Jan Bernd Nordemann, Christian Czychowski (Hrsg.): Urheberrecht. 13. Auflage. Kohlhammer, Stuttgart 2024, ISBN 978-3-17-043860-6.
- Benjamin Raue, Louisa Specht-Riemenschneider: Act on Copyright Content Sharing Service Providers: Urheberrechts-Diensteanbieter-Gesetz (UrhDaG): Article-by-Article Commentary. Beck, München 2024, ISBN 978-3-406-81236-1.
- Eugen Ulmer: Urheber- und Verlagsrecht. 3. Auflage. Springer, Berlin 1980, ISBN 3-540-10367-8.
- Artur-Axel Wandtke, Winfried Bullinger (Hrsg.): Praxiskommentar zum Urheberrecht. 6. Auflage. Beck, München 2022, ISBN 978-3-406-76200-0.

### Textsammlungen
- Achim Förster, Ralf Uhrich, Herbert Zech (Hrsg.): Geistiges Eigentum: Vorschriftensammlung zum gewerblichen Rechtsschutz, Urheberrecht und Wettbewerbsrecht. 7. Auflage. Mohr Siebeck, Tübingen 2022, ISBN 978-3-16-161785-0.
- Andreas Heinemann (Hrsg.): Gewerblicher Rechtsschutz, Wettbewerbsrecht, Urheberrecht. Loseblattsammlung. 76. Auflage. Beck, München Dezember 2024.
- Hans-Peter Hillig (Hrsg.): Urheber- und Verlagsrecht. 21. Auflage. dtv, München 2023, ISBN 978-3-406-81019-0.

### Rechtsprechungssammlungen
- Haimo Schack, Florian Jotzo, Benjamin Raue (Hrsg.): Das Geistige Eigentum in 50 Leitentscheidungen: 50 höchstrichterliche Urteile zum Gewerblichen Rechtsschutz und Urheberrecht mit Anregungen zur Vertiefung. Mohr Siebeck, Tübingen 2012, ISBN 978-3-16-151802-7.
- Marcel Schulze (Hrsg.): Rechtsprechung zum Urheberrecht. Loseblattsammlung. 51. Auflage. Beck, München 2006 (mit dieser Lieferung eingestellt). [Begründet von Erich Schulze.]
- Artur-Axel Wandtke (Hrsg.): Rechtsprechung zum Urheberrecht: Kurzkommentierung der wichtigsten BGH-Entscheidungen. De Gruyter, Berlin 2011, ISBN 978-3-11-026606-1.

### Materialien
- Amtliche Begründung zum Regierungsentwurf der UrhG-Stammfassung, BT-Drs. 4/270 vom 23. März 1962.
- Marcel Schulze (Hrsg.): Materialien zum Urheberrechtsgesetz: Texte – Begriff – Begründungen. 3 Bände. [Bände 1 und 2: 2. Auflage 1997 bei Wiley-VCH, Weinheim, ISBN 3-527-28833-3; Band 3: 1. Auflage 2003 bei Luchterhand, München, ISBN 3-472-05129-9.]

### Geschichte
- Walter Bappert: Wege zum Urheberrecht: Die geschichtliche Entwicklung des Urheberrechtsgedankens. Klostermann, Frankfurt am Main 1962.
- Barbara Dölemeyer: Urheber- und Verlagsrecht. In: Helmut Coing (Hrsg.): Handbuch der Quellen und Literatur der neueren europäischen Privatrechtsgeschichte. Band 3, Halbband 3 („Gesetzgebung zu den privatrechtlichen Sondergebieten“). Beck, München 1986, S. 3955–4066.
- Ludwig Gieseke: Vom Privileg zum Urheberrecht: Die Entwicklung des Urheberrechts in Deutschland bis 1845. Schwartz, Göttingen 1995, ISBN 3-509-01682-3.
- Catharina Maracke: Die Entstehung des Urheberrechtsgesetzes von 1965. Duncker & Humblot, Berlin 2003, ISBN 3-428-10960-0.
- Martin Vogel: Deutsche Urheber- und Verlagsrechtsgeschichte zwischen 1450 und 1850: Sozial- und methodengeschichtliche Entwicklungsstufen der Rechte von Schriftsteller und Verleger. In: Archiv für Geschichte des Buchwesens. Band 19, 1978, Sp. 1–190.

### Fachzeitschriften
- Gewerblicher Rechtsschutz und Urheberrecht (GRUR), ISSN 0016-9420, seit 1896.
- Archiv für Urheber- und Medienrecht (UFITA) (früher Archiv für Urheber-, Film-, Funk- und Theaterrecht, zuvor Archiv für Urheber-, Film- und Theaterrecht), ISSN 0003-9454, seit 1928.
- Geistiges Eigentum (später Copyright), ZDB-ID 530185-3, 1935–1940.
- Zeitschrift für Urheber- und Medienrecht (ZUM) (früher Zeitschrift für Urheber- und Medienrecht, Film und Recht, zuvor Film und Recht), ISSN 0177-6762, seit 1957.
- Zeitschrift für Geistiges Eigentum (ZGE), ISSN 1867-237X, seit 2009.